# Soos
Soos je národní přírodní rezervace asi 4,5 kilometru severovýchodně od Františkových Lázní v okrese Cheb v Karlovarském kraji. Předmětem ochrany je soubor lesních ekosystémů, slatinišť, oligotrofních jezírek a tůní s výskytem vzácných a ohrožených druhů rostlin a živočichů, ke kterým patří hnědásek chrastavcový. K chráněným jevům patří také útvary neživé přírody: mofety (významné výskytiště), minerální prameny a vrstvy křemeliny.

## Název
Název rezervace je odvozen z němčiny, ale existují různé výklady původu slova. Může vycházet ze slov Moos (mech) nebo Satz (sedlina, usazenina). Podle jiné verze slovo Soos znamená v egerlandském nářečí močál.
Název národní přírodní rezervace Soos je někdy coby domnělá zkratka chybně zapisován v podobě SOOS, jedná se ovšem o historické pomístní jméno, korektně vyslovované „sos“. Toponymum Soos představuje v rámci dnešního Karlovarského kraje víceméně ojedinělý případ dochování názvu přírodní lokality v jeho autentické podobě. Region z větší části kolonizovaný a po staletí pak obývaný německým etnikem prodělal po roce 1945 drastickou změnu v podobě výměny obyvatelstva a následného záměrného stírání stop původních osídlenců.
Na území Karlovarského kraje se toto pomístní jméno před rokem 1945 vyskytovalo hned několikrát, přičemž se vždy jednalo o název přírodní lokality. Název Soos je odvozen od hojně užívaného středo-hornoněmeckého podstatného jména saje. Termín se v písemných pramenech v 11.-14. století vyskytoval v celém širokém spektru významů. Podoba zápisu toponyma kolísala v závislosti na době vzniku textu a na původu pisatele. Odtud tedy v pozdním novověku zdokumentovaný postupný přechod od zápisu Sas(s) k Soos(s). Přídavné jméno odvozené od názvu Soos se v dobových písemných pramenech a literatuře objevovalo v podobě Sooser či Soosner. Psanou podobu Soos respektovali i autoři tištěných topografií a odborných pojednání z oblasti geologie, balneologie či botaniky z pozdního 18. a 1. poloviny 19. století, díky nimž název vešel do povědomí odborné veřejnosti i mimo region.

## Historie

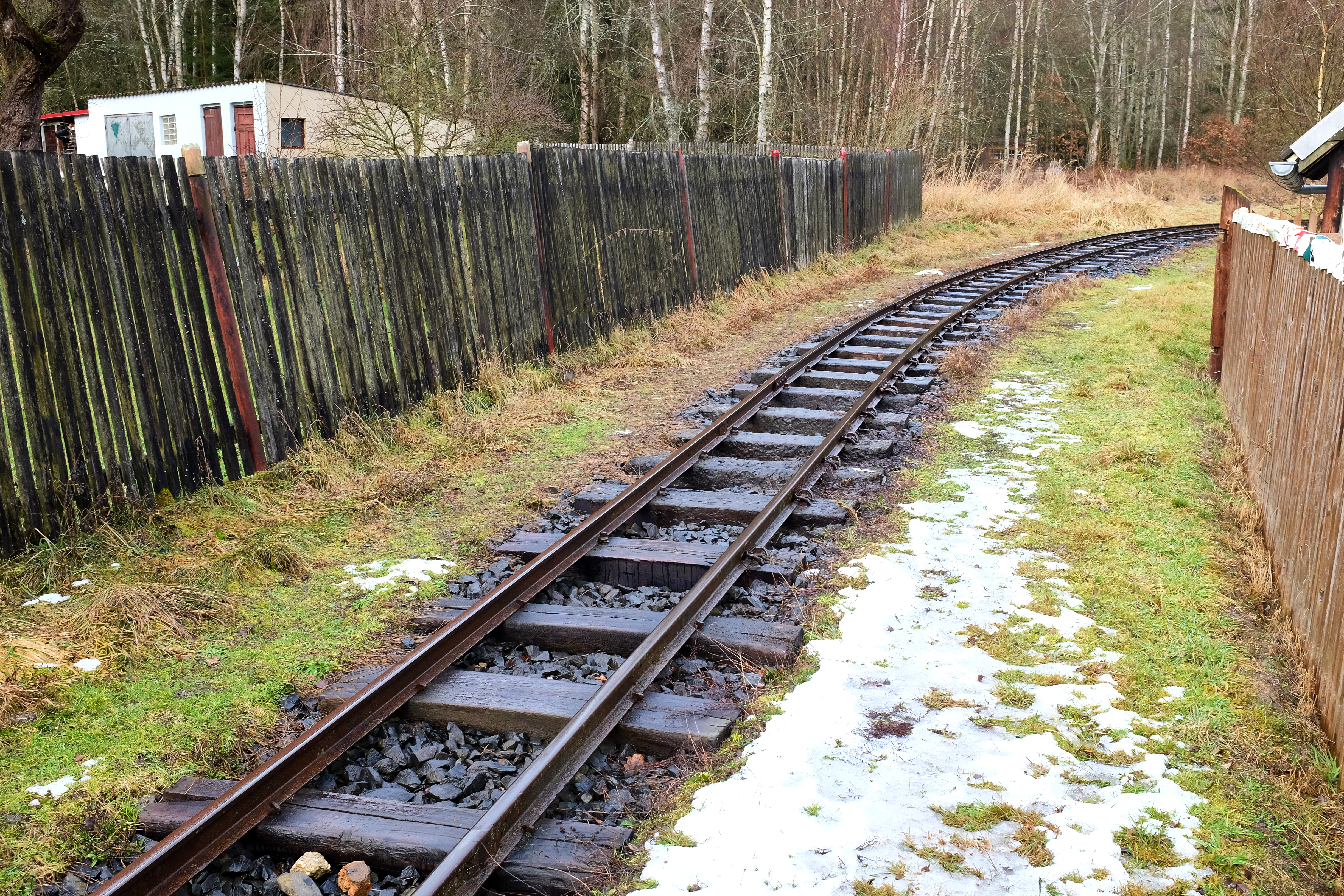
Pozůstatek úzkorozchodné dráhy

Světové proslulosti dosáhl Soos teprve koncem 19. století. Roku 1870 zde lékárníci Adolf Czernicky a Albert Günther, oba z České Lípy, vybudovali první solivárnu na výrobu slatinných extraktů. V létě 1871 firma Günther & Czernicky získala státní koncesi. Z důvodu chybějících financí pro rozvoj podniku ji koupila 1. lednu 1872, na radu svého komanditisty Heinricha Mattoniho, karlovarská firma Knoll & Cie. Pod jejím vedením vznikla roku 1873 nová továrna a starý solivar. Roku 1879 byla uzavřena první smlouva o dodávkách lázeňské slatiny pro Karlovy Vary. V březnu 1881 se stala výlučným vlastníkem továrny v Soosu firma Mattoni. Pro zavedení nových produktů se Mattoni začal rozesílat lékařům i balíčky s příslušným vzorkem. V 80. a 90. letech 19. století vyšla v odborných novinách řada článků vychvalujících Mattoniho slatinné preparáty. Mattoniho firma, jejíž obchodní zájem se intenzivněji soustředil na rozvoj lázní v Kyselce, svůj majetek nabízela k prodeji městům Cheb, Františkovy Lázně a Karlovy Vary. Dne 1. října 1904 zakoupilo Mattoniho firmu město Karlovy Vary. Solivar však na základě pachtovní smlouvy nadále, až do doby druhé světové války, provozovala firma Heinricha Mattoniho. Od počátku 20. století utvářela podobu Soosu také těžba keramických jílů. V nejbližším okolí byly otevřeny rozsáhlé lomy spojené úzkorozchodnými polními drahami s železniční tratí z Tršnic do Lubů, jejíž provoz byl zahájen v létě roku 1900. Po skončení první světové války se pak přidala ještě intenzivnější těžba křemeliny využívané tehdy v různých průmyslových odvětvích.
V osmnáctém a devatenáctém století probíhala v prostoru celé rezervace těžba rašeliny používané jako palivo nebo k lázeňským účelům. Během těžby se hloubily odvodňovací příkopy, jejichž účelem bylo snížení hladiny podzemní vody, a získaný materiál se odvážel po železničních vlečkách. V devatenáctém století se další těženou surovinou stala křemelina, ze které se vyráběly žáruvzdorné cihly a firma Mattoni z ní do roku 1936 vyráběla minerální soli a slatinný louh. Křemelina se naposledy těžila v padesátých letech dvacátého století. Na hranicích rezervace se nacházejí ložiska žáruvzdorných a pórovinových jílů, jejichž těžba v minulosti ovlivňovala chráněné území zejména vypouštěním důlních vod. Asi třetina území rezervace leží nad ložiskem hnědého uhlí, s jehož těžbou se kvůli ochraně minerálních pramenů využívaných ve Františkových Lázních nepočítá.
Vzhledem k těžbě nerostných surovin bylo celé území od osmnáctého století odlesněné. Pokusy o výsadbu stromů se nezdařily a zůstaly po nich jen solitérní stromy nebo skupiny smrků ztepilých, borovic lesních, borovic vejmutovkek a modřínů opadavých. Nepůvodní lesní porosty na starých odvalech se postupně navracejí k přírodě blízkému lesu. Až do roku 1974 probíhala v části rezervace pastva skotu a do šedesátých let dvacátého století se zde kosila tzv. čalounická tráva, která se v množství 10–20 vagonů ročně odvážela.
Nejstarší ochranná opatření na území Soos se vztahují k Císařskému prameni, který byl roku 1877 prohlášen za veřejný léčivý pramen. V okruhu přibližně 1500–2000 metrů od něj bylo vyhlášeno ochranné pásmo, ve kterém byla zakázána těžební činnost. První návrh na ucelenou ochranu území se objevil v roce 1887, ale navzdory tomu těžba surovin pokračovala. Další návrh na ochranu byl podán roku 1947 a po sedmnácti letech jej realizovalo ministerstvo školství a kultury.
Chráněné území poprvé vyhlásilo ministerstvo školství a kultury dne 7. listopadu 1964 v katetorii státní přírodní rezervace. Podruhé rezervaci vyhlásilo ministerstvo kultury ve stejné kategorii s rozlohou 221 hektarů s účinností od dne 29. prosince 1987. Naposledy bylo území prohlášeno národní přírodní rezervací ministerstvem životního prostředí dne 1. února 2016, kdy se rozloha rezervace zvětšila na přibližně 262 hektarů.
Roku 1988 byla k areálu Soosu přemístěna roubená věžová sýpka (špejchar), nejstarší dochovaný špejchar v Česku z roku 1714, původem z Kopaniny.
V roce 2020 bylo u rezervace otevřeno nové infocentrum se zázemím pro návštěvníky a badatelnou určenou pro zájemce o geologii a balneologii.

## Přírodní poměry
Rezervace měří 268,2999 hektarů a nachází se v nadmořské výšce 432–442 metrů v katastrálních územích Dvorek, Milhostov, Nová Ves u Křižovatky, Nový Drahov, Povodí a Vonšov. Plocha rezervace se překrývá s rozsáhlejší evropsky významnou lokalitou Soos, jejíž součástí je také přírodní rezervace Děvín.

### Geologie, geomorfologie, půdy
V geomorfologickém členění Česka lokalita leží v celku Chebská pánev a jejím stejnojmenném okrsku.

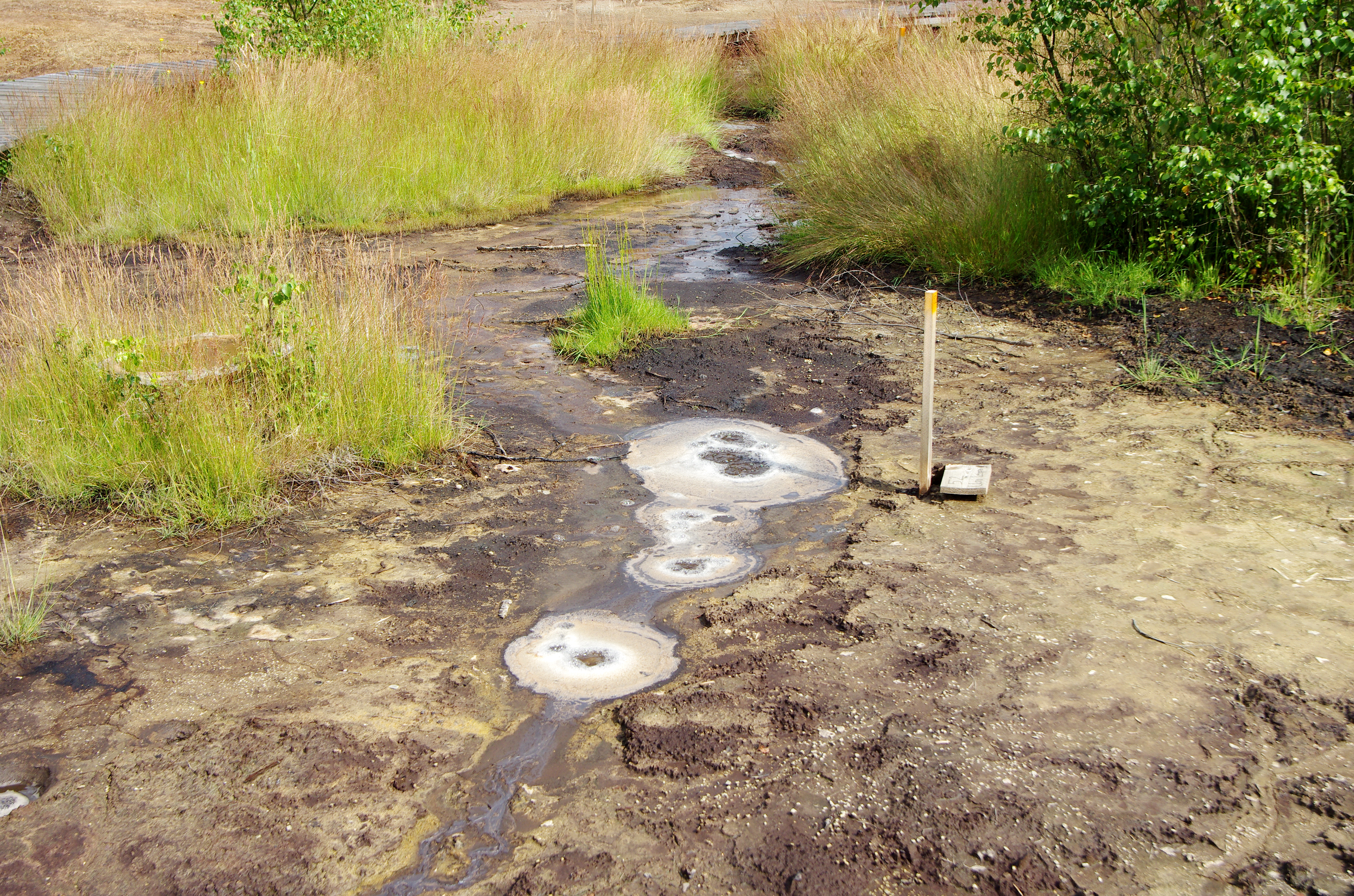
Mofety

Základem geologické stavby území jsou žuly a svory krystalinika. Horniny jsou porušené tektonickými zlomy, v jejichž linii vedou údolí Vonšovského potoka a potoka Sázek. Blok hornin mezi zlomy byl v délce 2,2 kilometru a šířce 1,5 kilometru nejprve vyzdvižen, ale později došlo k jeho poklesu. V důsledku tohoto pohybu vznikla drobná Hájecká pánev vyplněná sedimentárními slíny a miocenními písky a jíly. Hřbet charakteru hrástě vznikl tektonickými pohyby. Je po stranách zdůrazněn, uvnitř prostoupen a na povrchu rozbrázděn zlomy. Strop hrástě sahá až 41 metrů pod povrch Země. Sedimentace na Soosu začala tvorbou slatiny. Zvyšování vodní hladiny přivodilo zánik lesa, přechod k mokřadní vegetaci a k rozvoji rozsivek v nejhlubších částech pánvičky za vzniku vrstev křemeliny. Výše následuje lokální vrstva ostřicové slatiny s příměsí křemeliny a klastického materiálu.
Před deseti tisíci lety se v pánvi začala usazovat rašelina. Z počátku jednotná pánev byla rozdělena pískovým prahem na dvě části. Severní je vyplněna pouze rašelinou, zatímco v jižní části se vytvořila rašelina a vznikly v ní podmínky pro růst rozsivek. Jejich uložené křemité schránky vytvořily vrstvy tzv. křemeliny s mocností přes šest metrů.
Většinu povrchu pokrývá půdní typ oligotrofní organozem typická nebo organozem glejová. Místy se objevuje pseudoglej typický s náznaky zasolení a do okrajových částí zasahují kambizemě, které přecházejí do rašelinných podzolů.

### Hydrologie
Z hydrologického hlediska tvoří Hájecká pánev samostatný celek. Vodou ji zásobují jen atmosférické srážky nebo minerální prameny, na které jsou vázané výrony suchého oxidu uhličitého zvané mofety. Většina pramenů vyvěrá v jižní části pánve a jejich celková vydatnost je asi 10 l·s−1. K nejvydatnějším z nich patří Císařský pramen a pramen Věra.

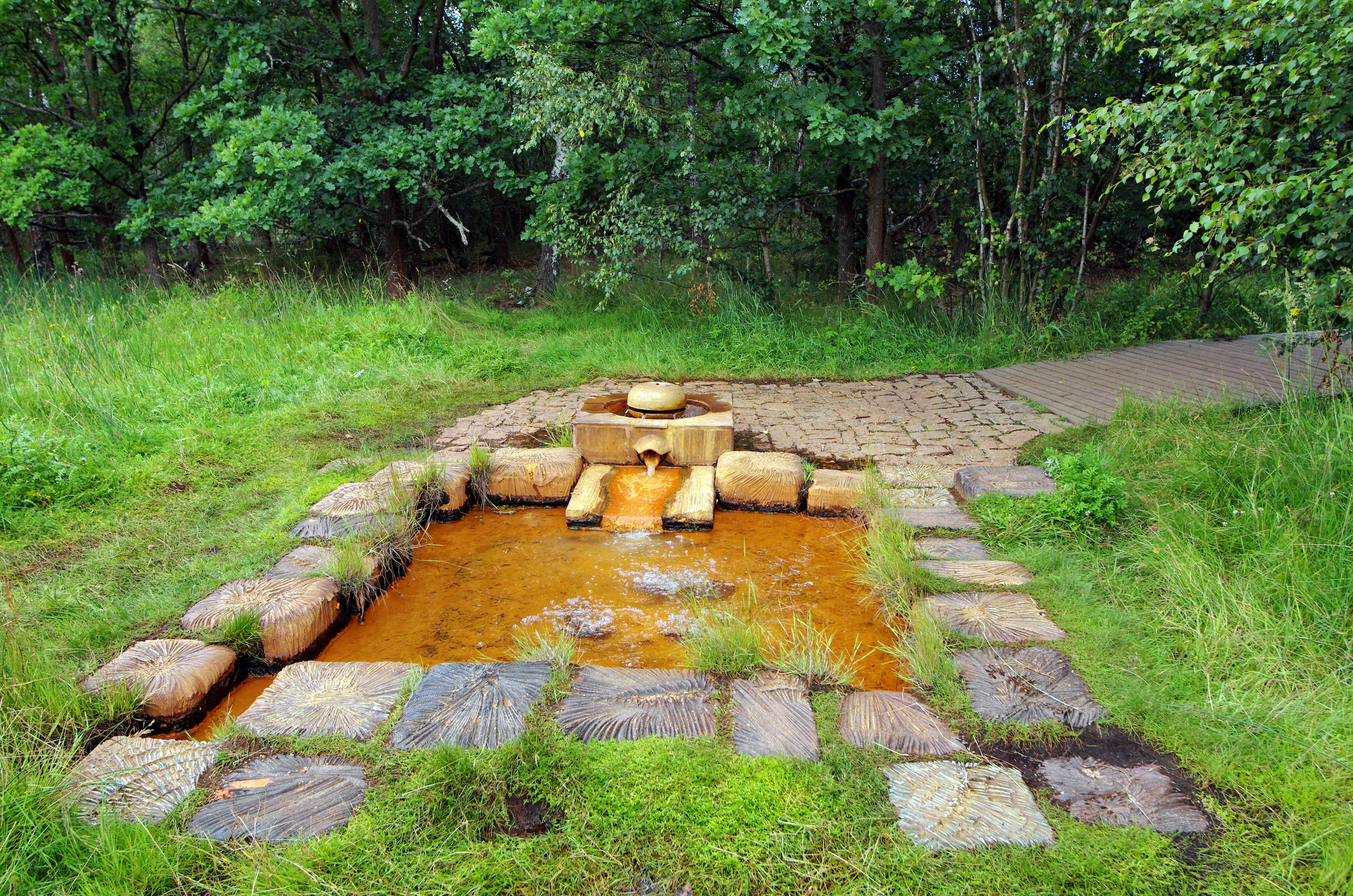
Císařský pramen

Císařský pramen je studená, středně mineralizovaná železitá sírano-uhličitano-chloridová sodná kyselka se zvýšeným obsahem beryllia a arsenu. Teplota v jímce kolísá podle ročního období mezi 14–18 °C. Podle zvýšené teploty jde o termální vodu z hlubokého podloží, která vystupuje podél zlomu a cestou se mísí se studenými kyselkami v třetihorní pánevní výplni. Pramen je nejteplejším přírodním vývěrem v Chebské pánvi.

### Podnebí
V rámci Quittovy klasifikace podnebí se rezervace nachází v mírně teplé oblasti MT4, pro kterou jsou typické průměrné teploty −2 až −3 °C v lednu a 16–17 °C v červenci. Roční úhrn srážek dosahuje 500–750 milimetrů, sníh zde leží 60–80 dní v roce. Mrazových dnů bývá 110–130, zatímco letních dnů jen 20–30.

### Flóra a fauna
V rezervaci žijí druhy chráněných živočichů a roste zde celá řada významných mokřadních a slanomilných rostlin. V rezervaci bylo zjištěno 31 druhů měkkýšů (29 druhů plžů a dva druhy mlžů).
Pravé slanisko na Karlovarsku nalezneme pouze na jediné lokalitě, a to v národní přírodní rezervaci Soos. Většina ostatních slanisek v Česku vznikla v suchých oblastech, kde převažuje výpar nad srážkami a dochází tak k vytlačování solí z podloží do půdních horizontů. Lokalita Soos patří k jinému typu, ionty solí jsou vynášeny z podloží mohutnými artézskými prameny. Zdrojem solí je zde Glauberova sůl. Rozvoj slanomilné vegetace byl významně podpořen obnažením křemeliny při její těžbě a při těžbě slatiny pro lázeňské účely, která tu probíhala v 19. a 20. století. Na rozdíl od jiných slanisek, která sloužily obvykle jako pastviny, nebyla lokalita zemědělsky využívána.
Poslední průzkum, byť ne vyčerpávající, je doposud nejkompletnější zhodnocení květeny Soosu a okolí. Mnohé druhy vykazují určitou dynamiku výskytu. Patří mezi ně např. sivěnka přímořská (Glaux maritima), hadí mord maloúborný (Scorzonera parviflora), tolije bahenní (Parnassia palustris). Mnohé druhy, které na Soosu prokazatelně rostly, se nepodařilo objevit, např. sítina Gerardova (Juncus gerardii), kuřinka solná (Spergularia marina), vřesovec pleťový (Erica carnea), šicha černá (Empetrum nigrům), nebo byly zaznamenány jen na části historicky známých lokalit kyhanka sivolistá (Andromeda polifolia) či vrba plazivá (Salix repens).
Chráněné mokřady tvoří vhodné životní prostředí pro řadu ptačích druhů a představuje významné hnízdiště i tahovou zastávku pro desítky druhů ptactva. Díky příhodným hydrologickým poměrům patří Soos k posledním významným mokřadům Chebské pánve.
Typickými druhy jsou druhy vodních ploch, z pohledu kachen a racků mimořádně významné. S vysokou pravděpodobností tu v 70. letech 20. století hnízdily druhy jako lžičák pestrý (Anas clypeata), kopřivka obecná (Anas strepera), polák velký (Aythya ferina) a polák chocholačka (Aythya fuligula). Hnízdění těchto druhů nebylo s výjimkou poláka chocholačky zaznamenáno. Význam hnízdění kriticky ohrožené čírky obecné (Anas crecca) byla odhadnuta v 70. letech 20. století na 6–7 párů. Čírky obecné hnízdily pravidelně ještě v 90. letech 20. století, poslední hnízdění bylo evidováno v roce 2003. V roce 2016 však zjevně došlo opět k vyhnízdění. Rovněž kriticky ohrožená čírka modrá (Anas querquedula) v minulosti v Soosu také pravidelně hnízdila s odhadem tří párů. Od 80. let 20. století jsou však známá jen ojedinělá pozorování. Zejména v 80. letech 20. století hnízdil vcelku pravidelně také jeden pár labutí velkých, poslední hnízdění bylo doloženo v roce 1990. Hojnější je v Soosu kachna divoká (Anas platyrhynchos). Existovala zde v 60. a 70. letech 20. století kolonie racků, která čítala až 700 párů. V 80. letech však kolonie racků postupně zanikla. K zástupcům skupiny potápkovití (Podicipedidae) je jen několik ojedinělých pozorování, což svědčí o tom, že zdejší prostředí pro ně není příliš vhodné. Mezi nejcennější druhy ptáků patří jistě bahňáci. Řada z nich je vázána na prostředí se stabilním zamokřením. Tyto druhy jsou v dnešní odvodněné krajině snad nejvíce ohroženy vymizením a neustále ubývají. Nejsmutnější osud v tomto směru potkal kriticky ohroženého vodouše rudonohého (Tringa totanus) a od roku 2009 vodouš rudonohý již nezahnízdil. Ohrožená bekasina otavní (Gallinago gallinago) zde hnízdila ještě v 70. letech 20. století v Soosu naprosto běžně s početností více než 15 párů. Hnízdní populace však postupně také klesá, současné odhady se pohybují kolem třech až šesti párů. Obdobnému úbytku čelí zranitelná čejka chocholatá (Vanellus vartellus), jejíž početnost klesla z osmi párů v 70. letech 20. století na jeden až čtyři. Početnost kulíka říčního (Charadrius dubius) byla v 70. letech odhadnuta na pět párů, v současné době zde hnízdí jeden až dva páry. Klíčová je v tomto směru čeleď chřástalovití (Rallidae), která má pět zástupců. Chřástal vodní (Rallus aquaticus) je v současnosti v Soosu nejpočetnějším chřástalem s odhadovanou početností 6–15 párů. Kriticky ohrožený jeřáb popelavý (Grus grus) je oproti většině chřástalovitým velmi dobře pozorovatelný. Mezi ptáky využívajícími rákosiny nelze opomenout pěvce, zejména slavíka modráčka středoevropského (Luscinia svecica cyanecula). Ten byl na Soosu poprvé zjištěn v roce 1991. Populace modráčka od devadesátých let narůstala, v současné době je možné odhadnout na 20–25 párů, přičemž se v případě modráčka zřejmě jedná o jednu z nejlepších lokalit v Česku. Dalším je strnad rákosní (Emberiza schoeniclus), jehož početnost se odhaduje na 15–30 párů. V mokřadech Soosu hnízdí řídce s vysokou pravděpodobností všechny tři naše druhy. Zatímco cvrčilka říční (Locustella fluviatilis) preferuje lužní a bažinaté lesy s hustým podrostem, cvrčilka zelená (Locustella naevia) spíše vlhké louky. Nejvzácnější ohrožená cvrčilka slavíková (Locustella luscinioides) preferuje rozsáhlé rákosinové porosty s podrostem ostřic. Teprve v roce 2018 se hnízdění podařilo potvrdit kroužkováním čerstvě vzletných mláďat a hnízdících dospělců.
Do skupiny jsou zařazeni i zbylé významné ptačí druhy mokřadů, náležející do různých skupin. Jde o druhy, které jsou z velké části vázané na porosty rákosin. Nejběžnější druh zdejších mokřadů je rákosník obecný (Acrocephalus scirpaceus). Populace v Soosu je odhadována na 40–60 párů. Dalším běžnějším druhem je rákosník proužkovaný (Acrocephalus schoenobaenus). Je méně početný, současně zřejmě se pohybuje kolem 6–15 párů. Dále zde hnízdí rákosník zpěvný (Acrocephalus palustris). Zajímavý je výskyt zranitelného a celorepublikově mizejícího moudivláčka lužního (Remiz pendulinus). Zranitelný moták pochop (Circus aeruginosus) je jediným hnízdícím dravcem. První hnízdění bylo zjištěno v roce 1973.

## Přístup
Objekt Muzea Soos a vstup do geologického parku se nachází přímo u železniční zastávky Nový Drahov na trati Tršnice – Luby u Chebu. Vstup do rezervace je zpoplatněn. Po červeně značené turistické stezce je vstup do národní přírodní rezervace z nádraží ve Františkových Lázních vzdálen necelých 6 km. Po přilehlé komunikaci podél hranic rezervace vede cyklotrasa č. 2133.
U vstupu na naučnou stezku se nachází muzeum s expozicemi Příroda Chebska a Příroda Soosu, pavilon s expozicí Dějiny Země, geologický park, modely prehistorických ještěrů v životní velikosti, stanice pro záchranu živočichů, expozice Ptačí svět Chebska v rámci stávajícího Muzea přírody a daňčí obora.